# Pseudagrion symoensii
Pseudagrion symoensii är en trollsländeart som beskrevs av Elliot C.G. Pinhey 1967. Pseudagrion symoensii ingår i släktet Pseudagrion och familjen dammflicksländor. IUCN kategoriserar arten globalt som nära hotad. Inga underarter finns listade i Catalogue of Life.